# 鄂圖曼帝國於歐洲的征戰
鄂圖曼帝國於歐洲的征戰是指从中世紀後期到20世纪初，鄂圖曼帝国与欧洲各国之间发生的一系列军事冲突。鄂圖曼帝国與歐洲國家的衝突始于13世纪末的拜占庭－鄂圖曼戰爭，戰爭地點位於安纳托利亚。14世纪中叶，保加利亚-鄂圖曼战争爆發。1423年，鄂圖曼-威尼斯战争爆發。15世纪中叶，鄂圖曼帝國向魯米利亞擴張，同時塞尔维亚-鄂圖曼战争和阿尔巴尼亚-土耳其战争爆發。15世纪和16世纪，鄂圖曼帝國多次進攻中欧國家。1571年，勒班陀戰役爆發，鄂圖曼帝國舰队戰敗。
17世纪后期，欧洲各國开始联合起来对抗鄂圖曼帝国，并且在此基礎上成立了神圣同盟，同時奪回了一些在大土耳其战争期间被鄂圖曼帝國佔領的土地。之後，鄂圖曼帝国與俄罗斯帝国爆發多俄土战争。
19世纪，希腊独立战争以及克里米亚战争爆發。20世紀初，第一次巴尔干战争（1912-1913）爆發，鄂圖曼帝國又失去了其位於歐洲的一些領土。隨後鄂圖曼帝國又加入第一次世界大战並戰敗，最終签署了塞夫尔条约。